# Hymenolobium alagoanum
Hymenolobium alagoanum är en ärtväxtart som beskrevs av Adolpho Ducke. Hymenolobium alagoanum ingår i släktet Hymenolobium och familjen ärtväxter.

## Underarter
Arten delas in i följande underarter:
- H. a. alagoanum
- H. a. parvifolium